# 二階堂和美
二階堂 和美（にかいどう かずみ、1974年2月14日 - ）は、日本のシンガーソングライター。広島県大竹市出身。

## 略歴
父は僧侶、母は教師。自身も浄土真宗本願寺派僧侶の資格を持つ。広島井口高校～山口大学大学院美術教育修了。
1998年から2004年まで東京を拠点に活動したが帰郷し、現在は広島県大竹市に在住している。
テニスコーツのさやとのユニット、にかさや（ex.にかスープ＆さやソース）としても活動。1999年、初のアルバム『にかたま』発表。
2006年、アンジェリーナ・ジョリー出演の資生堂「インテグレイト」のCMソング、2007年、日産・マーチCMソング「ハミング・スイッチ」を担当した。
2012年、NHK『おかあさんといっしょ』に「ショキ ショキ チョン」を提供。同年、小泉今日子からのオファーで、小泉のアルバム『Koizumi Chansonnier』に2曲を楽曲提供。
高畑勲監督からの強い要望で、2013年11月公開のスタジオジブリ制作映画『かぐや姫の物語』の主題歌を担当することが同年5月に公表された、曲名「いのちの記憶」として2013年7月24日にシングルが発売された。
2016年から毎年8月6日、中沢啓治が残した詩を、原爆ドーム対岸の川岸で歌う「広島 愛の川」プロジェクトに参加している。
2019年1月、中国新聞での連載をまとめた初のエッセイ集「負うて抱えて」を発売。
夫はCINEMA dub MONKSのウッドベースのガンジー西垣。

## 作品

### アルバム
|     | タイトル             | プロデューサー         | リリース日     | レーベル            | CDコード  | 備考 |
| 1st | にかたま             | 内田雄一郎(筋肉少女帯) | 1999年8月8日   | ウチダレコード      | EPCL-0003 | 廃盤 |
| 2nd | たねI                | 塚本優香               | 2001年11月23日 | Lorca/DISK UNION    | LRCR-001  |      |
| 3rd | また、おとしましたよ | 二階堂和美             | 2003年4月2日   | Poet Portraits      | PPR-36CD  |      |
| 4th | 二階堂和美のアルバム | 鴨田潤(イルリメ)       | 2006年8月4日   | P-VINE              | PCD-26016 |      |
| 5th | にじみ               | 二階堂和美             | 2011年7月6日   | P-VINE/カクバリズム | PCD-18654 |      |

### その他のアルバム
|               | タイトル                                 | プロデューサー | リリース日     | レーベル                               | CDコード   | 備考            |
|               | Nikaidoh Kazumi US tour 2003             |                | 2005年2月10日  | compare notes                          | CN-003     | 1DVD+2CD        |
|               | LOVERS ROCK / いてもたってもいられないわ |                | 2006年8月22日  | カクバリズム                           | KAKU-017   | 7 inch アナログ |
|               | ハミング・スイッチ                       |                | 2007年10月24日 | P-VINE                                 | PVCP-8035  | ミニ・アルバム  |
| 2008年1月31日 | ハミング・スイッチ                       | カクバリズム   | KAKU-028       | 12 inch アナログ                       |            |                 |
|               | ニカセトラ                               |                | 2008年12月5日  | P-VINE                                 | PCD-93173  | カバーアルバム  |
| 2009年2月6日  | ニカセトラ                               | カクバリズム   | KAKU-033       | 12 inch アナログ                       |            |                 |
|               | ソロ                                     |                | 2010年4月7日   | カクバリズム                           | KAKU-036   | ミニ・アルバム  |
|               | ジブリと私とかぐや姫                     |                | 2013年11月20日 | ヤマハミュージックコミュニケーションズ | YCCW-10207 |                 |

### その他の作品(二階堂和美＋モユニジュモ)
- live08/feb/2003 (2003/09/29、MORO-001、MOROHEIYA RECORDS) - モユニジュモ（イルリメ）との共作アルバム

### その他の作品(にかスープ＆さやソース、にかさや)
- イビヤー (2005/12/14、HEADZ-62、HEADZ / ontonson) - アルバム、にかスープ＆さやソース名義
- Harmonies (2008/5/7、HEADZ / ontonson) - にかスープ＆さやソースのドキュメンタリーDVD
- ワンサマーハイム (2009/11/9、Someone Good) - アルバム、にかさや名義

### 参加作品
- cinq / Sketch (2002.04.25 CXCA-1094 / ミディ・クリエイティブ)
- lakeside / a cassette tail(2002.05.31 MFT-3 / MusicForTapes)
- 文藝ミュージシャンの勃興〜詩人たちの歌 vol.1〜 (2002.11.27 PSCR-6088 / スペシャル)

1.おいしい音楽 / 岩見十夢
- イルリメ / 流星より愛をこめて(2003.01.31 SPCD-005 / SPOTLIGHT)
- moools (2003.11.12 TLCA-1010 / リトルモアレコーズ)
- ニーハオ！ / RED (2004 UOCA-1016 / UMMO Records)
- cinq / day off (2004 CXCA-1157 / ミディ クリエイティブ)
- SPDILL（スピードメータ＆イルリメ） / How to feel the empty hours? (2004.09.02 DDCZ-1071  BUXOM)

3.日向月　feat.二階堂和美
- BIRDS ON THE WIRES (2004 TORI-029 / トリ レーベル)
- イルリメ / イるreメ短編座（再発盤）(2004 MORO-007 / MOROHEIYA RECORD)
- A Tribute to Shonen Knife - Fork and Spoon（2006年）

7.Tortoise Brand Pot Cleaner's Theme

## テレビ出演
- 特集ドラマ「LIVE! LOVE! SING!〜生きて愛して歌うこと〜」（2015年3月10日、NHK総合）
- 「太陽の子」に挑む〜撮影現場の記録〜（2020年8月6日 12:20 - 12:45、NHK総合〈中国地方〉 / 8月8日 9:00 - 9:25、NHK総合〈全国〉）（語り）

## ラジオ出演
- ライブビート（2016年9月25日、NHK-FM）[14]
- FMシアター ラジオドラマ「幸せのからくり」（2023年2月18日、NHK-FM） - 熊田恵 役[15]

## 著書
- 負うて抱えて（2019年1月28日、晶文社）